# Max Schmederer
Maximilian Andreas Ludwig Schmederer (* 26. März 1854 in München; † 7. Dezember 1917 in eben da) war ein deutscher Brauereimiteigentümer, Bankier und Weihnachtskrippensammler.
Er wurde als sechstes Kind von Heinrich (* 7. Februar 1815; † 27. September 1864) und Rosa Schmederer, geb. Stuhlberger, geboren. Sein Vater hatte zusammen mit seinem Bruder Ludwig sen. von Franz Xaver Zacherl dessen Brauerei Paulaner und das Gasthaus am Roseneck (später Spöckmeier) geerbt.
Seine Schwester Rosa war mit dem Verleger Hermann Manz verheiratet.
Mit 16 Jahren erbte er einen Teil der Gebrüder Schmederer Brauerei. Nach dem Besuch der Gewerbeschule und einer Lehre im Bank- und Speditionskaufhaus seines Schwagers sammelte er Erfahrung in London, Brüssel und Philadelphia. Anschließend übernahm er das Unternehmen seines Schwagers, das Handlungshaus Sebastian Pichlers sel. Erben, München, gegründet 1634. Im Wohn- und Geschäftshaus in der Neuhauser Straße 7 – gegenüber der St.-Michaelskirche – war seine Sammlung untergebracht: Krippen aus Neapel, Sizilien und dem Alpenraum.
Max Schmederer starb 1917 im Alter von 63 Jahren.

## Grabstätte

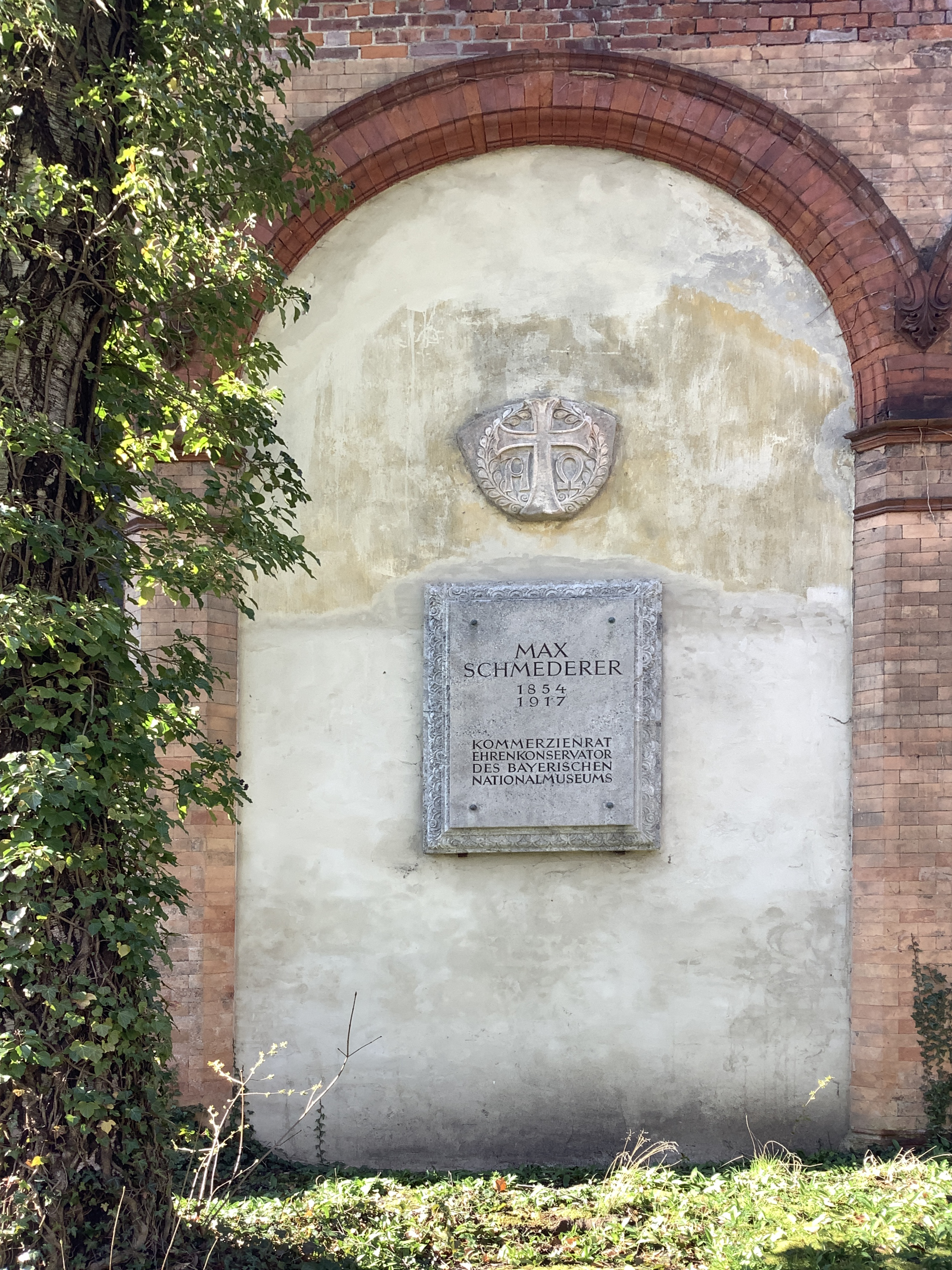
Grab von Max Schmederer auf dem Alten Südlichen Friedhof in München

Die Grabstätte von Max Schmederer befindet sich auf dem Alten Südlichen Friedhof in München (Neu Arkaden Platz 93 bei Gräberfeld 41) Standort.